# Himmel und Erde (gastronomia)
L'Himmel und Erde  è un piatto tedesco tradizionale della Renania.

## Etimologia e storia
Il nome del piatto, che in tedesco significa "cielo e terra", allude ai due ingredienti principali di cui è composto, ovvero le mele, che rappresenterebbero il cielo, e le patate, che simboleggiano la terra (in alcune regioni, Erdäpfel significa "mele di terra"). Il piatto risale almeno al diciottesimo secolo, ed è oggi diffuso anche nella Bassa Sassonia, nella Vestfalia, nella Slesia e nei Paesi Bassi.

## Descrizione
L'Himmel und Erde è un piatto a base di patate e mele in purea o sminuzzate. L'Himmel und Erde viene spesso servito con del blutpudding fritto e affumicato, pancetta o leberwurst. Ad Amburgo, il piatto viene consumato insieme al grützwurst.